# Bernhard Havestadt
 (mars 2023).
Bernhard Havestadt, né à Cologne le 27 février 1714 et mort à Münster le 28 janvier 1781, est un missionnaire, explorateur et linguiste jésuite allemand du XVIIIe siècle envoyé au Chili.

## Biographie
Bernhard Havestadt, après avoir été lui-même élève des Jésuites, rejoint l'ordre le 20 octobre 1731. Il étudie la théologie au collège jésuite de Büren (Westphalie). Il est ordonné prêtre en 1743.
Après une année de travail missionnaire en Westphalie, il est envoyé au Chili. Il embarque pour l'Amérique depuis Lisbonne le 22 août 1746 avec un groupe de missionnaires allemands - Une centaine de Jésuites allemands seront d'ailleurs envoyés comme lui en Amérique du Sud à la même période. Il arrive après un long et pénible voyage le 14 mai 1747 au Brésil. Il séjourne d'abord à Rio de Janeiro et en novembre 1747 il est envoyé à Buenos Aires pour finalement rejoindre Santiago du Chili, la capitainerie générale du Chili (vice-royauté du Pérou) au printemps 1748 et commencer sa mission d'évangélisation auprès des Mapuches. Sa zone de mission se trouvait entre Concepción et Valdivia. Installé à Santa Fe, au sud-est de Concepción, sur la rivière Bío Bío il collabore avec un autre jésuite allemand Franz Xaver Wolfwisen et se met à l'apprentissage de la langue locale.
Entre 1751 et 1767, il se lance dans un long voyage d'exploration du sud du Chili, notamment autour de l'île de Chiloé. Par ailleurs il travaille sur la publication d'un ouvrage en espagnol sur la langue mapuche, et en particulier sur le Mapudungun. On suppose à cette occasion qu'il collabore avec le jésuite Andrés Febrés (1734-1790).
En 1767 l'ensemble des Jésuites sont expulsés de l'ensemble des colonies espagnoles du Nouveau Monde. Il n'a pas pu alors encore faire imprimer son ouvrage sur la langue mapuche. Il ne put conserver qu'un seul manuscrit de retour en Europe, manuscrit traduit en latin en 1772. Son ouvrage, le Chilidúǵu, sive tractatus linguae Chilensis est finalement imprimé en 1775 à Cologne et en deux volumes en 1777 à Münster.
Lorsque l'ordre des Jésuites est supprimé en 1773, il se retire dans sa famille à Uedinck, près de Münster s'occupant entre autres de la publication de ses recherches linguistiques sur la langue mapuche. Il meurt presque aveugle.

## Œuvres
- Chilidúģu sive tractatus de lingua seu idiomate Indo-Chilensi. Hispanice et Latine conscriptus, Cologne, 1775
- Chilidúģu sive res Chilenses vel Descriptio Status tum naturalis, tum civilis, cum moralis Regni populique Chilensis, inserta suis locis perfeetae ad Chilensem Linguam Manuductioni, Münster 1777
- Zwölf Missionspredigten, Cologne, 1778.